# El territori de la bèstia
El territori de la bèstia (títol original en anglès Rogue) és una pel·lícula de terror independent australiana del 2007 escrita, produïda i dirigida per Greg McLean, sobre un grup de turistes a Austràlia que va caure presa d'un gegant cocodril marí menjahomes gegant de 7,6 metres. És protagonitzada per Michael Vartan, Sam Worthington i Radha Mitchell. Ha estat doblada al català.
La pel·lícula es va inspirar en la història real de Sweetheart, un mascle gegant cocodril marí que va atacar vaixells a finals dels anys setanta, tot i que Sweetheart mai va ser responsable d'un atac a un humà. Rogue va rebre ressenyes positives de la crítica, però va ser un fracàs comercial.
És la segona i darrera pel·lícula de Dimension Films que compta amb la participació de Village Roadshow Pictures, l'altra és La fortalesa infernal de 1992.

## Argument
El periodista de viatges estatunidenc Pete McKell s'uneix a un petit grup de turistes en un creuer pel riu per observar cocodrils al parc nacional de Kakadu del Territori del Nord d'Austràlia, dirigit per la investigadora de vida salvatge Kate Ryan. Cap al final del creuer, Everett veu una bengala a la distància i el grup es dirigeix riu amunt per investigar. Finalment, es troben amb un naufragi mig enfonsat quan alguna cosa xoca contra el seu vaixell, dividint-se el costat.
Kate aconsegueix dirigir el vaixell cap a una petita illa al mig del riu. La Kate s'adona que es troben al territori del cocodril i explica que han d'abandonar l'illa a la nit, ja que la marea començarà a pujar i l'illa quedarà submergida. Moments després, Everett és arrossegat a l'aigua per un depredador invisible i és assassinat. Dos locals, Neil i Collin, arriben a l'illa, però la bèstia fa girar el seu vaixell; En Neil neda fins a l'illa mentre es menja Collin.
Quan cau la nit, en Neil neda amb cura fins a la riba del riu per tal d'encordar una corda entre dos arbres, creant una tirolina per permetre al grup travessar el riu. La dona d'Everett, Mary Ellen, creua la primera, només per congelar-se de por a mig camí. Allen, tornant-se impacient i hostil, intenta arribar a ell i a la seva filla Sherry amb Mary Ellen encara en la línia. Mentre intentava assegurar la corda, en Neil és atacat i matat per la bèstia. L'arbre que subjecta la corda es trenca i els tres de la línia cauen a l'aigua. Aconsegueixen tornar nedant a l'illa, però mentre Allen s'arrossega per la costa, la bèstia es llança fora de l'aigua i el llença de nou al riu, on és arrossegat. Es revela que la bèstia és un cocodril gegant d'aigua salada.
Més tard aquella nit, Pete suggereix enganxar el cocodril mentre tots els altres neden a la riba del riu; Els dos ocells morts de Neil substitueixen el gos de Kate anomenat Kevin, la idea inicial de l'esquer. Després d'una llarga espera, l'àncora es tira de sobte i el grup fa una pausa cap a la riba més llunyana. El cocodril finalment deixa anar l'esquer, Kate té setze anys i l'arrossega sota l'aigua. En Pete s'afanya a travessar el riu amb en Kevin a remolc i cap a l'arbust darrere dels altres.
Quan comença el dia, en Pete es veu obligat a perseguir en Kevin a l'arbust després que fugi. Cau per un canal estret a una gran cova, on descobreix el cadàver parcial de Neil. La cova és el cau del cocodril i el gos el porta a una Kate greument ferida. En Pete intenta endur-se-la, però en Kevin s'escapa corrent al cap de la cova, on se'l sent agafat pels ullals. Després de diversos intents d'ambdós, el cocodril treu un tros de la mà d'en Pete mentre agafa un tros d'os i el clava a un dels ulls del cocodril. En Pete finalment recolza un tronc gran trencat contra una roca, amb l'extrem afilat apuntant cap a fora, de manera que quan el cocodril l'ataca a ell, és empalat i mor. En Pete s'escapa de la cova amb Kate i troba els turistes i els paramèdics.
Més tard, un article de diari detalla l'heroica batalla de Pete amb la bèstia i el rescat de Kate.

## Repartiment
- Michael Vartan com a Pete McKell
- Sam Worthington com a Neil Kelly
- Radha Mitchell com a Kate Ryan
- John Jarratt com a Russell
- Stephen Curry com a Simon
- Caroline Brazier com a Mary Ellen
- Celia Ireland com a Gwen
- Damien Richardson com a Collin
- Robert Taylor com Everett Kennedy
- Heather Mitchell com Elizabeth Smith
- Geoff Morrell com Allen Smith
- Mia Wasikowska com a Sherry Smith
- Barry Otto com a Merv

## Llançament

### Mitjans domèstics
Rogue es va publicar en DVD a Austràlia el 29 de maig de 2008. Les característiques especials del DVD inclouen el documental "The Making of Rogue", quatre llargmetratges i un tràiler teatral. Els DVD dels Estats Units i el Regne Unit inclouen un comentari d'àudio addicional. A partir del 2013, Rogue s'ha llançat en Blu-ray al Canadà i al Regne Unit. El disc canadenc només inclou la pel·lícula, mentre que el disc del Regne Unit inclou tots els extres esmentats anteriorment, excepte el tràiler.

## Producció
El rodatge va tenir lloc al voltant de Yellow Water Billabong, Katherine Gorge i Terra d'Arnhem.

## Recepció

### Taquilla
Rogue va debutar a la taquilla australiana l'11 de novembre de 2007 amb 667.194 dòlars australians. Després d'11 setmanes als cinemes del país, va deixar de guanyar 1,8 milions de dòlars australians. Es va estrenar als Estats Units el 25 d'abril de 2008 a només 10 sales. En el seu primer cap de setmana, va guanyar 7.711 dòlars estatunidencs i va romandre als cinemes durant quatre dies més abans de sortir amb un total nacional de 10.452 dòlars. A partir del 8 de novembre de 2009, Rogue ha guanyat 5.984.448 dòlars australians a tot el món.

### Resposta crítica
Al lloc web de ressenyes agregades Rotten Tomatoes, la pel·lícula té una puntuació d'aprovació del 89%, basada en 18 crítiques, amb una puntuació mitjana de 7,3/10.
El crític del Herald Sun de Melbourne, Leigh Paatsch, va donar a la pel·lícula tres de cinc estrelles afirmant que: "Si heu de veure almenys una pel·lícula de cocodrils assassins abans de morir, també pot ser aquest petit schlocker australià polit." La crítica del Sydney Morning Herald Sandra Hall va donar a la pel·lícula tres estrelles i mitja de cinc escrivint que, "[Ella] és gairebé elegant. El seu únic desavantatge és que evoca comparacions inevitables amb Tauró... un punt de referència que la pel·lícula no té cap esperança d'aconseguir". Richard Kuipers de Variety va elogiar la pel·lícula com una pel·lícula B bastant fórmula però sòlida amb bons efectes visuals, "ensurts habituals[,] i un monstre que val la pena el preu de l’entrada."

## Reconeixements
| Premi                          | Categoria                                            | Subjecte                                             | Resultat  |
| ------------------------------ | ---------------------------------------------------- | ---------------------------------------------------- | --------- |
| Premis AACTA (2008 AFI Awards) | Millros efectes visuals                              | Andrew Hellen                                        | Guanyador |
| Premis AACTA (2008 AFI Awards) | Millros efectes visuals                              | Dave Morley                                          | Guanyador |
| Premis AACTA (2008 AFI Awards) | Millros efectes visuals                              | Jason Bath                                           | Guanyador |
| Premis AACTA (2008 AFI Awards) | Millros efectes visuals                              | John Cox                                             | Guanyador |
| Australian Screen Editors      | Premi Avid al millor muntatge                        | Jason Ballantine                                     | Nominat   |
| Premis AWGIEd                  | Millor pel·lícula original                           | Greg McLean                                          | Nominat   |
| Fangoria Chainsaw Award        | Millor pel·lícula d'estrena limitada/directa a vídeo | Millor pel·lícula d'estrena limitada/directa a vídeo | 3r lloc   |
| Festival de Sitges             | Millor pel·lícula                                    | Greg McLean                                          | Nominat   |